# Mohelka
La Mohelka est une rivière de Tchéquie de 41 km de long. Elle est un affluent de la Jizera et donc un sous-affluent de l'Elbe.